# Зимові Паралімпійські ігри 1994
Зимові Паралімпійські ігри 1994 відбулись у Ліллехамері, Норвегія, з 10 березня по 19 березня . Вони стали шостими Зимовими Паралімпійські іграми.
Офіційним гімном Паралімпіади 1994 року була обрана пісня «Shapes That Go Together» норвезького гурту a-ha.

## Види спорту
- Лижні перегони
- Гірськолижний спорт
- Лижні перегони
- Швидкісний спуск на санях
- Хокей на санях

## Таблиця медалей
Легенда
      Країна-господар
Топ-10 неофіційного національного медального заліку:
| Місце | Країна        | Золото | Срібло | Бронза | Загалом |
| ----- | ------------- | ------ | ------ | ------ | ------- |
| 1     | Норвегія      | 29     | 22     | 13     | 64      |
| 2     | Німеччина     | 25     | 21     | 18     | 64      |
| 3     | США           | 24     | 12     | 7      | 43      |
| 4     | Франція       | 14     | 6      | 11     | 31      |
| 5     | Росія         | 10     | 12     | 8      | 30      |
| 6     | Австрія       | 7      | 16     | 12     | 35      |
| 7     | Фінляндія     | 7      | 6      | 11     | 24      |
| 8     | Швеція        | 3      | 3      | 2      | 8       |
| 9     | Австралія     | 3      | 2      | 4      | 9       |
| 10    | Нова Зеландія | 3      | 0      | 3      | 6       |